# The Stickup
The Stickup (br: Perseguição Implacável) é um filme canado-estadunidense de 2002 dos gêneros ação, policial, suspense e romance, dirigido por Rowdy Herrington.

## Elenco principal
- James Spader...John Parker
- Leslie Stefanson...Natalie Wright
- David Keith...Ray DeCarlo
- John Livingston...Agente do FBI Rick Kendall
- Robert Miano...Tenente Vincent Marino
- Alf Humphreys ...Mike O'Grady (como Alfred E. Humphreys)
- Tim Henry...Arlen Morris
- Mark Holden...Roy Freeman
- Scott Heindl...Steve Spizak

## Sinopse
O detetive John Parker da polícia de Los Angeles se afasta do emprego quando seu parceiro é morto pelos próprios companheiros, todos policiais corruptos. Ao chegar a uma cidade do interior próxima de uma cabana de sua propriedade, Parker se envolve com a enfermeira Natalie e logo depois se torna suspeito de assalto a um banco. É perseguido por violento policial local que também é ex-marido de Natalie. Além disso, seus ex-companheiros de Los Angeles descobrem onde ele está e também vão atrás dele.